# Dansons !

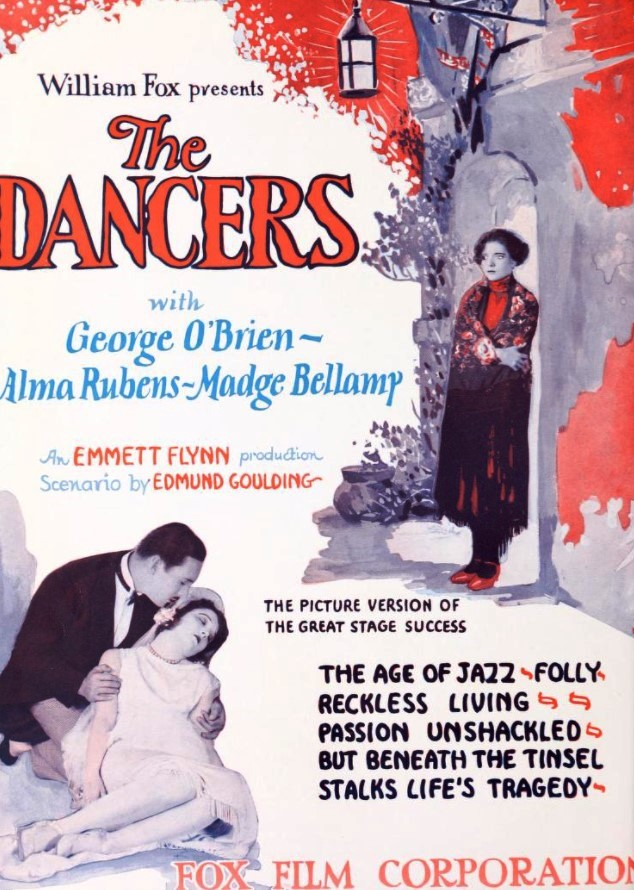
Annonce pour le film.

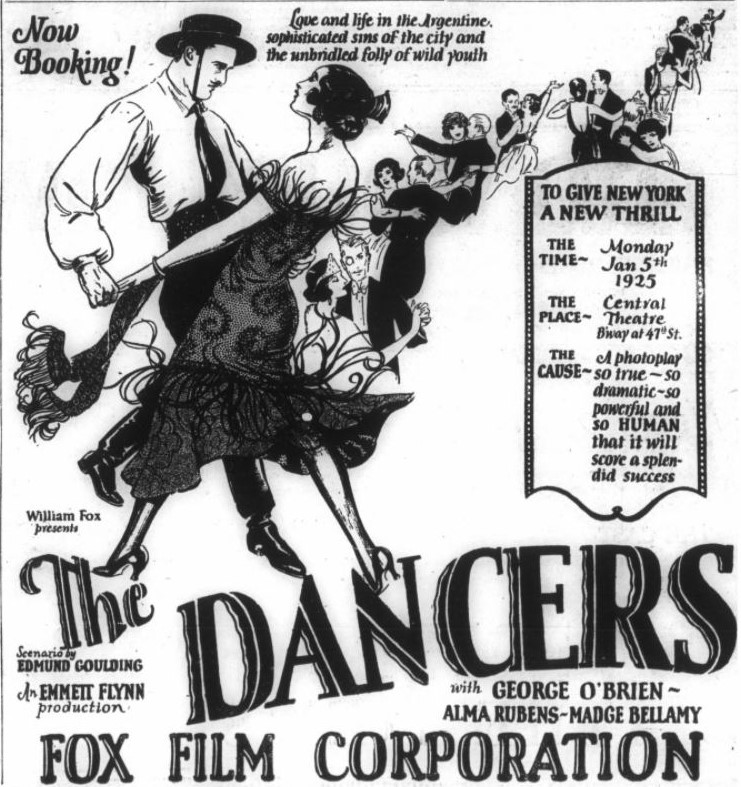
Annonce pour le film.

Dansons ! (titre original : The Dancers) est un film américain réalisé par Emmett J. Flynn et sorti en 1925.

## Fiche technique
- Titre : Dansons !
- Titre original :  The Dancers
- Réalisation : Emmett J. Flynn
- Scénario : Edmund Goulding d'après The Dancers de Gerald du Maurier et Viola Tree
- Producteur : William Fox
- Société de production : Fox Film Corporation
- Photographie : Paul Ivano, Ernest Palmer
- Durée : 70 minutes (7 bobines)[1]
- Date de sortie :
  - États-Unis : 4 janvier 1925

## Distribution

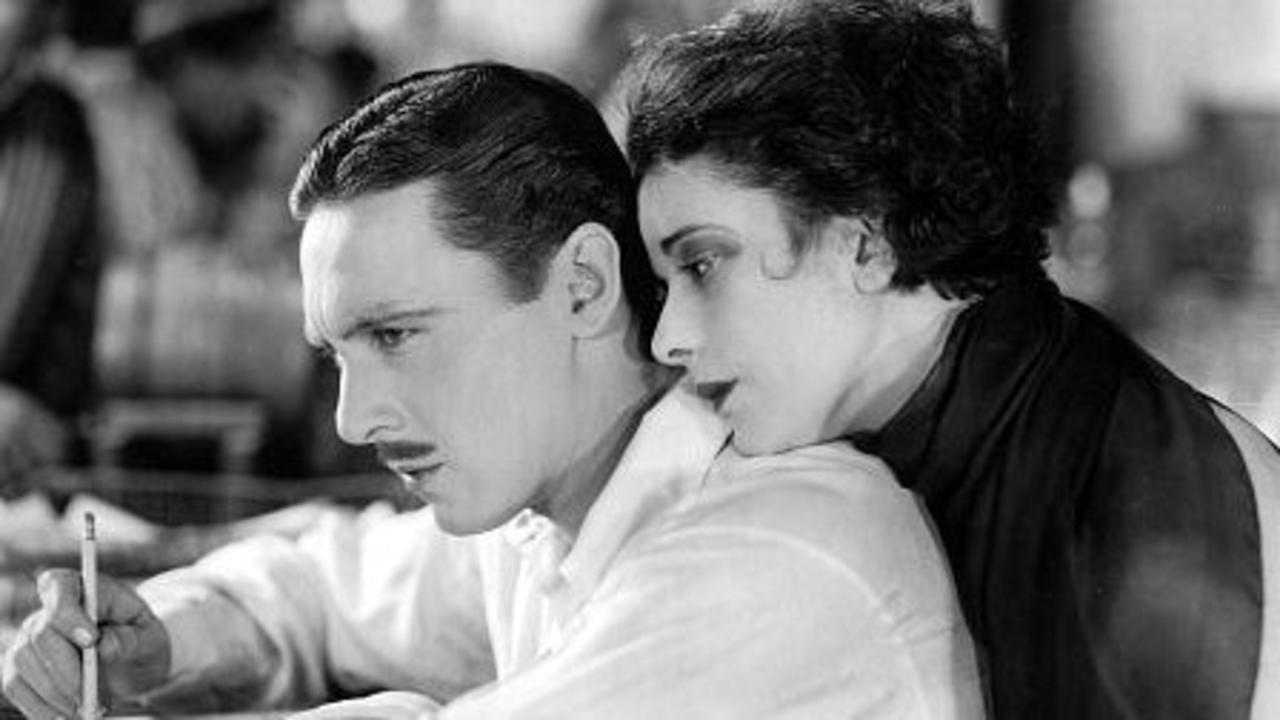
Scène extraite du film, avec George O'Brien et Alma Rubens.

- George O'Brien : Tony
- Alma Rubens : Maxine
- Madge Bellamy : Una
- Templar Saxe : Fothering
- Joan Standing : Pringle
- Alice Hollister : Mrs. Mayne
- Freeman Wood : Evan Caruthers
- Walter McGrail : The Argentine
- Noble Johnson : Ponfilo